# Шотландски боец 2
„Шотландски боец 2“ (на английски: Highlander II: The Quickening) е американски научнофантастичен екшън филм, режисиран от Ръсел Мълкей и с участието на Кристоф Ламбер, Шон Конъри, Вирджиния Мадсън и Майкъл Айрънсайд. Това е втората вноска във филмовата серия „Шотландски боец“ и е издадена на 12 април 1991 г. в Обединеното кралство и на 1 ноември 1991 г. в САЩ.
Филмът получава отрицателни отзиви от критиците и феновете на поредицата „Шотландски боец“ за липсата на приемственост с идеята на предишния филм, което драстично променя историята на поредицата и въвежда редица несъответствия. Няколко алтернативни версии са издадени от режисьорите в опит да се справят с тези общи оплаквания. Оригиналното театрално издание се смята за един от най-лошите филми, пуснати някога.

## Български дублажи
| Обработка           | Направление „Филми – Ефир 2“                                    |
| ------------------- | --------------------------------------------------------------- |
| Превод              | Мая Илиева                                                      |
| Редактор            | Наташа Тодорова                                                 |
| Озвучаващи артисти  | Даринка Митова Иван Джамбазов Стефан Стефанов Станислав Пищалов |
| Тонрежисьор         | Албена Салабашева                                               |
| Режисьор на дублажа | Данка Кръстева                                                  |

| Озвучаващи артисти | Милена Живкова Васил Бинев Борис Чернев Георги Георгиев-Гого |
| Преводач           | Бисер Пачев                                                  |
| Тонрежисьор        | Стефан Дучев                                                 |